# Regard de la Lanterne

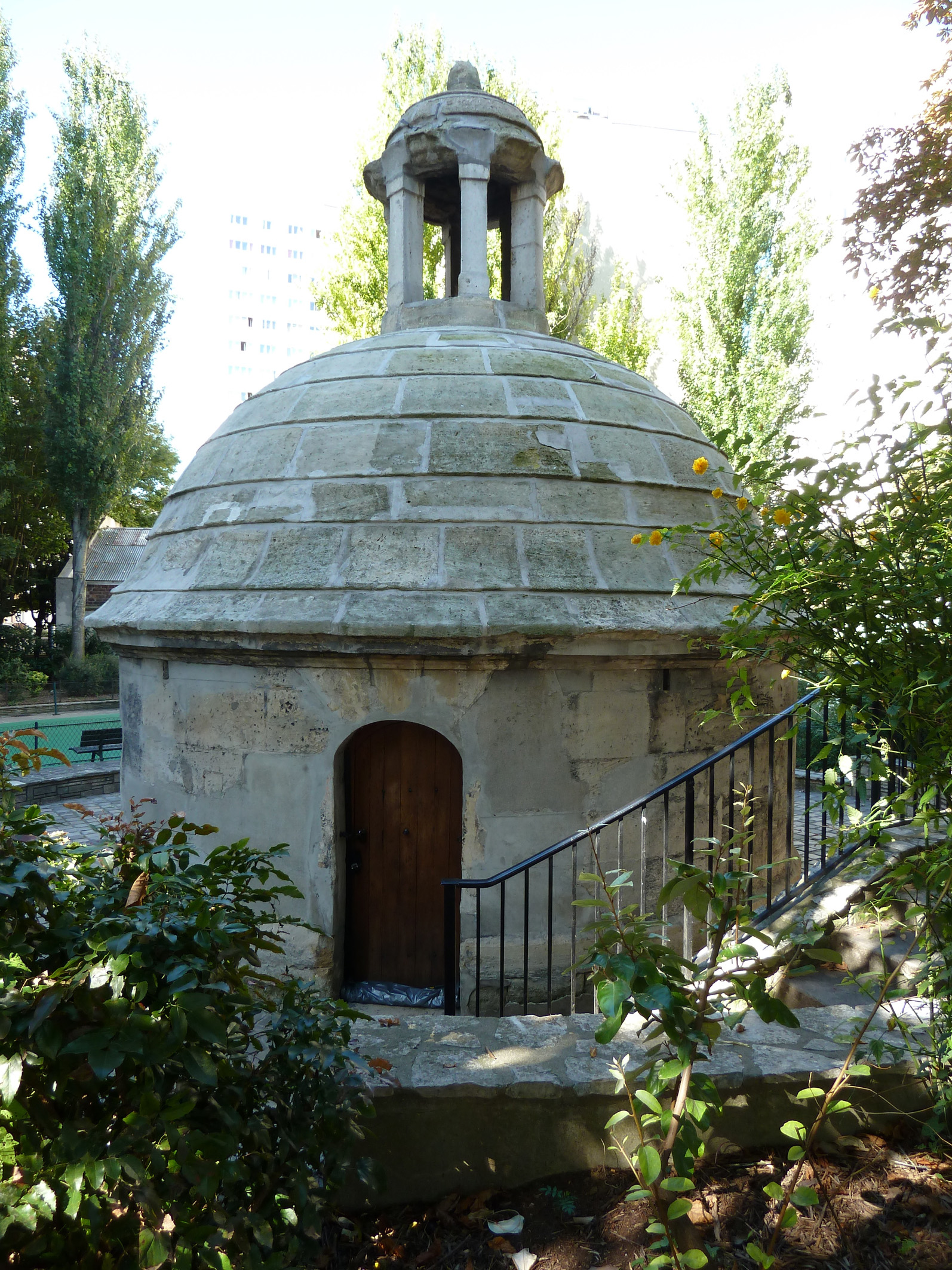
Il Regard de la Lanterne

Il Regard de la Lanterne è una struttura che permette l'accesso ad un acquedotto, che si trova nel XIX arrondissement di Parigi in Francia.

## Descrizione
Il regard ha l'aspetto di una costruzione in pietra, cilindrica, coperta da una cupola. È sormontata da una lanterna, anch'essa in pietra.
All'interno si scende, attraverso una doppia scalinata, in un bacino dove si raccoglie l'acqua convogliata nella zona.

## Posizione
Il regard è accessibile dal 3 rue Augustin-Thierry e dal 213 rue de Belleville, nel XIX arrondissement. Si trova nel giardino del Regard de la Lanterne, a cui dà il nome.
Questo sito è servito dalle stazioni della metropolitana Place des Fêtes e Telegraph.

## Storia
L'attuale struttura è stata costruita tra il 1583 e il 1613, per servire come accesso principale all'antico acquedotto di Belleville, che raccoglieva l'acqua della collina di Belleville per servire la popolazione che abitava la riva destra della Senna.
Il regard è stato dichiarato monumento storico il 4 novembre 1899.